# Monster Skateboard Magazine
Das Monster Skateboard Magazine war ein 1982 gegründetes, deutschsprachiges Skateboardmagazin, welches mit Ausgabe 344 im März 2015 eingestellt wurde. Es war bis 2015 das zweitälteste noch bestehende Skateboardmagazin der Welt und erschien monatlich. Ins Leben gerufen wurde das Magazin 1982 von Eberhard „Titus“ Dittman zusammen mit dem damaligen Profi-Skater Claus Grabke.
Das Magazin bestand aus Artikeln, Skateboard-Fotografie, Interviews mit professionellen Skatern, Künstlern und verschiedenen Phänomenen dieser Subkultur. Seit 2010 war das Monster Skateboard Magazin Teil des Factory Media Verlages mit Sitz in London. Ehemalige Chefredakteure sind u. a. Oliver Tielsch, Patrick Bruns, Carsten Bauer, Holger von Krosigk, Claus Grabke und Jens Schnabel.
Nach Einstellung des Printmagazines wird die Webseite weiterhin gepflegt und enthält News aus der Skateboardwelt, Skateboardvideos und verschiedene regelmäßige Artikel.